# Nádasd
Nádasd is een plaats (község) en gemeente in het Hongaarse comitaat Vas. Nádasd telt 1337 inwoners (2001).